# Gustav Heinrich zu Hohenlohe-Langenburg
Gustav Heinrich Prinz zu Hohenlohe-Langenburg (* 9. Oktober 1806 in Langenburg; † 16. November 1861 im Schloss König (Odenwald)) war ein kaiserlich-königlich österreichischer Feldmarschallleutnant.

## Abstammung
Prinz Gustav Heinrich war einer der jüngeren Söhne von Fürst Karl Ludwig zu Hohenlohe-Langenburg (1762–1825) und der Fürstin Henriette, geborene Gräfin zu Solms-Baruth (1768–1847). Er entstammte somit der evangelischen Hauptlinie des Hauses Hohenlohe-Langenburg und war ein jüngerer Bruder des Fürsten Ernst I. zu Hohenlohe-Langenburg.

## Militärischer Werdegang
Prinz Gustav Heinrich machte Karriere in der Armee des Kaisertums Österreich, auch als kaiserlich-königliche Armee bekannt. Am 18. Juli 1848 erreichte er den Rang eines Generalmajors und am 4. Juni 1850 den Dienstgrad eines k. k. Feldmarschalleutnants. Er war Inhaber des k. k. Infanterie-Regiments Nr. 13. Am 4. November 1856 verließ er den aktiven Dienst und trat in den Ruhestand.